# Austin (Texas)
Pour les articles homonymes, voir Austin.
Austin (/ˈɔs.tɪn/) est une ville américaine, capitale de l’État du Texas et siège du comté de Travis. Située sur le fleuve Colorado entre les lacs Travis, Austin, et Lady Bird, elle abrite depuis longtemps des industries classiques (métallurgie, alimentation, industrie du bois), mais la ville est devenue à la fin du XXe siècle un centre important des hautes technologies aux États-Unis, surnommé Silicon Hills. On y trouve les sièges sociaux ou des usines de grandes entreprises telles que Dell, Apple, Freescale, Oracle, IBM, Hewlett-Packard, AMD, Texas Instruments et National Instruments.
Capitale administrative d'un État de 29,1 millions d’habitants (recensement de 2020), Austin connaît une importante activité de construction due à l’expansion de la ville. Avec ses 978 908 habitants selon les dernières estimations du Bureau de recensement des États-Unis (2019), Austin est la quatrième ville du Texas et la quatorzième des États-Unis. L'agglomération d'Austin compte plus de 2,1 millions d'habitants, ce qui en fait la 35e des États-Unis, et c'est une des régions à plus forte croissance de tout le pays (le nombre d'habitants y a doublé entre 1980 et 2010). Elle est le siège du diocèse d'Austin depuis 1947.
Austin est le siège de plusieurs universités, dont l’énorme campus principal de l’université du Texas (50 000 étudiants) qui fait d'Austin une ville universitaire animée, connue pour ses bars. La ville doit aussi sa réputation à la popularité de South by Southwest, un des plus importants festivals musicaux en Amérique. Avec des volets consacrés à la musique, au cinéma et aux nouvelles technologies, l'événement qui se tient en mars attire depuis 1987 des centaines de musiciens, d'artistes et de participants de divers milieux.

## Géographie

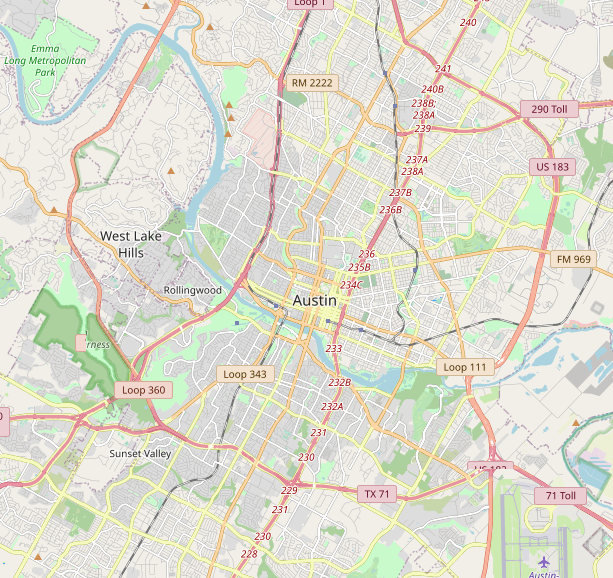
Carte OpenStreetMap.

Située au centre du Texas, Austin est traversée par le Colorado et entourée de plaines à l'est, et de collines à l'ouest, car Austin est située sur la faille de Balcones, où se rencontrent les plaines côtières du golfe du Mexique et le relief du Hill Country. La ville connaît un climat subtropical humide, caractérisé par ses hivers doux (même si les vagues de froid en provenance du Grand Nord sont habituelles) et par ses étés moites et caniculaires.

### Climat
Austin bénéficie d'un climat subtropical humide caractérisé par des étés torrides et moites et des hivers doux. Austin reçoit un ensoleillement très élevé avec 2 644,5 heures en moyenne par an. La hauteur des précipitations moyennes de la capitale du Texas est de 871,1 mm. Néanmoins on compte 87,6 jours de pluie en moyenne par an. Les chutes de pluie estivales s’abattent sous forme de courtes averses chaudes.
Les étés à Austin sont torrides avec des températures qui dépassent souvent le seuil des 100 °F soit 38 °C, les températures de plus de 40 °C ne sont pas rares et ont tendance à se produire plusieurs fois pendant la période estivale, des orages peuvent parfois s'ensuivre.
Les hivers à Austin sont généralement doux avec des températures pouvant dépasser les 20 °C, néanmoins on a enregistré une température de 37 °C au mois de février et de −19 °C au mois de janvier. La neige est rare à Austin mais en 1985 une tempête de neige a paralysé la ville, apportant 7,6 cm de neige.
Le record de chaleur pour la station de Camp Mabry est de 44,6 °C le 5 septembre 2000 et le 28 août 2011. Le record de chaleur connue pour la ville fut enregistré à la station de Dam avec 46 °C le 29 et le 30 juillet 1995. Le record de froid est de −19 °C 31 janvier 1949. 
| Mois                                  | jan.     | fév.     | mars    | avril   | mai     | juin    | jui.    | août    | sep.    | oct.    | nov.    | déc.     | année           |
| ------------------------------------- | -------- | -------- | ------- | ------- | ------- | ------- | ------- | ------- | ------- | ------- | ------- | -------- | --------------- |
| Température minimale moyenne (°C)     | 5,4      | 7,7      | 11,2    | 14,9    | 19,3    | 22,7    | 23,9    | 23,9    | 21,2    | 16      | 10,3    | 6,3      | 15,2            |
| Température moyenne (°C)              | 11,2     | 13,4     | 17,1    | 20,9    | 24,9    | 28,3    | 29,9    | 30,3    | 27,1    | 22      | 16,1    | 12       | 21,1            |
| Température maximale moyenne (°C)     | 16,9     | 19,2     | 22,9    | 26,8    | 30,5    | 34      | 35,9    | 36,6    | 33      | 28,1    | 21,9    | 17,7     | 26,9            |
| Record de froid (°C) date du record   | −19 1949 | −22 2021 | −8 1948 | −1 1926 | 4 1925  | 11 1926 | 14 1924 | 14 1915 | 5 1942  | −1 1993 | −6 1976 | −16 1989 | −22 2021        |
| Record de chaleur (°C) date du record | 32 1971  | 37 1996  | 37 1971 | 37 2006 | 40 1925 | 43 2012 | 43 2018 | 44 2011 | 44 2000 | 38 1938 | 33 2016 | 32 1955  | 44 2000 et 2011 |
| Ensoleillement (h)                    | 163,8    | 169,3    | 205,9   | 205,8   | 227,1   | 285,5   | 317,2   | 297,9   | 233,8   | 215,6   | 168,3   | 153,5    | 2 643,7         |
| Précipitations (mm)                   | 67,1     | 48       | 73,2    | 61,5    | 128     | 93,5    | 49,8    | 69,6    | 87,6    | 99,3    | 74,2    | 69,1     | 920,8           |
| dont neige (cm)                       | 0        | 0,5      | 0       | 0       | 0       | 0       | 0       | 0       | 0       | 0       | 0       | 0        | 0,5             |
| Nombre de jours avec précipitations   | 7,6      | 7,7      | 8,9     | 7,1     | 8,9     | 7,4     | 4,9     | 4,8     | 7,1     | 7       | 6,9     | 7,5      | 85,8            |
| Humidité relative (%)                 | 67,2     | 66       | 64,2    | 66,4    | 71,4    | 69,5    | 65,1    | 63,8    | 68,4    | 67,1    | 68,7    | 67,6     | 67,1            |
| Nombre de jours avec neige            | 0,2      | 0,3      | 0       | 0       | 0       | 0       | 0       | 0       | 0       | 0       | 0       | 0,1      | 0,6             |

| Diagramme climatique                                  |           |              |              |             |            |              |              |            |            |              |             |
| J                                                     | F         | M            | A            | M           | J          | J            | A            | S          | O          | N            | D           |
| 16,95,467,1                                           | 19,27,748 | 22,911,273,2 | 26,814,961,5 | 30,519,3128 | 3422,793,5 | 35,923,949,8 | 36,623,969,6 | 3321,287,6 | 28,11699,3 | 21,910,374,2 | 17,76,369,1 |
| Moyennes : • Temp. maxi et mini °C • Précipitation mm |           |              |              |             |            |              |              |            |            |              |             |

## Histoire
La petite ville est créée en 1835 et prend deux ans plus tard le nom de Waterloo. Le 14 janvier 1839, elle est rebaptisée Austin en hommage au fondateur du Texas américain, Stephen Fuller Austin, par le second président de la république du Texas, Mirabeau Bonaparte Lamar, qui décide également d'en faire la capitale de l'État en lieu et place de la ville de Houston qui abrite cependant le siège du gouvernement texan entre 1842 et 1846. Austin devient une municipalité en 1840, avec un maire élu.

## Politique et administration
La ville est administrée sous le statut de gérance municipale. Le maire et le conseil de dix membres sont élus pour un mandat de quatre ans et un gérant municipal nommé est chargé de la gestion courante des affaires municipales. Depuis le 6 janvier 2023, le maire est Kirk Watson, qui a déjà exercé la fonction de 1997 à 2001.

## Démographie
| Groupe            | Austin | Texas | États-Unis |
| ----------------- | ------ | ----- | ---------- |
| Blancs            | 68,3   | 70,4  | 72,4       |
| Autres            | 12,9   | 10,5  | 6,2        |
| Afro-Américains   | 8,2    | 11,9  | 12,6       |
| Asiatiques        | 6,3    | 3,8   | 4,8        |
| Métis             | 3,4    | 2,7   | 2,9        |
| Amérindiens       | 0,9    | 0,7   | 0,9        |
| Océaniens         | 0,1    | 0,1   | 0,2        |
| Total             | 100    | 100   | 100        |
|                   |        |       |            |
| Latino-Américains | 35,1   | 37,6  | 16,7       |

Selon l’American Community Survey pour la période 2011-2015, 67,35 % de la population âgée de plus de 5 ans déclare parler l'anglais à la maison, 24,69 % déclare parler l'espagnol, 1,36 % une langue chinoise, 0,89 % le vietnamien, 0,58 % le coréen, 0,57 % l'hindi et 4,56 % une autre langue.

## Économie

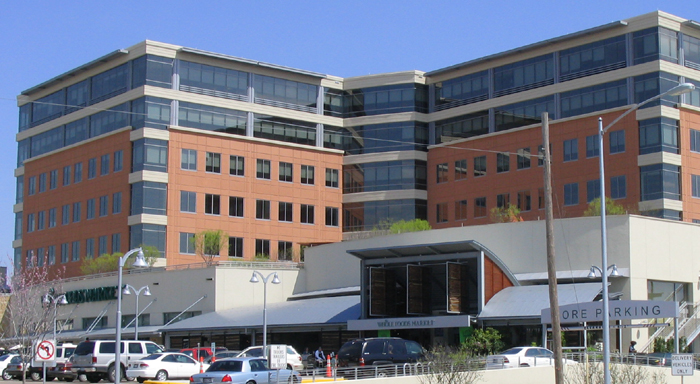
Whole Foods Market : siège à Austin.

Austin est considérée comme un centre majeur de haute technologie.
Des milliers de diplômés en informatique ou ingénierie sortant chaque année de l'université du Texas à Austin constituent une source stable d'employés pour la ville. La région métropolitaine d’Austin a des coûts immobiliers beaucoup plus faibles que la Silicon Valley mais élevés par rapport au reste du Texas.
En raison de la forte concentration d'entreprises de haute technologie dans la région, Austin a été fortement perturbée par la bulle Internet des années 1990.
Parmi les plus gros employeurs à Austin, on retrouve la ville de Austin, Dell, le gouvernement fédéral des États-Unis, Freescale Semiconductor (spinoff de Motorola depuis 2004), IBM, St. David's Healthcare Partnership, Seton Healthcare Network, l'État du Texas, l'université du Texas à Austin. D'autres entreprises de hautes technologies participent activement à la vie économique de Austin. On peut citer 3M, Apple, Hewlett-Packard, Google, AMD, Applied Materials, Cirrus Logic, Cisco Systems, eBay/PayPal, Hoover's, Intel Corporation, National Instruments, Groupe Samsung, Silicon Laboratories, Sun Microsystems, ARM et United Devices (en).
Austin est également en train de devenir une plaque tournante pour les sociétés pharmaceutiques et biotechnologiques. Environ 85 entreprises de ce secteur sont basées à Austin.
Chaque année, le festival South by Southwest Interactive réunit des scientifiques et des professionnels des nouvelles technologies.

## Sécurité
Le maire d'Austin nomme le chef de la police municipale, l'Austin Police Department (APD) comptant 2 400 policiers assermentés.

## Voies de communication et transports

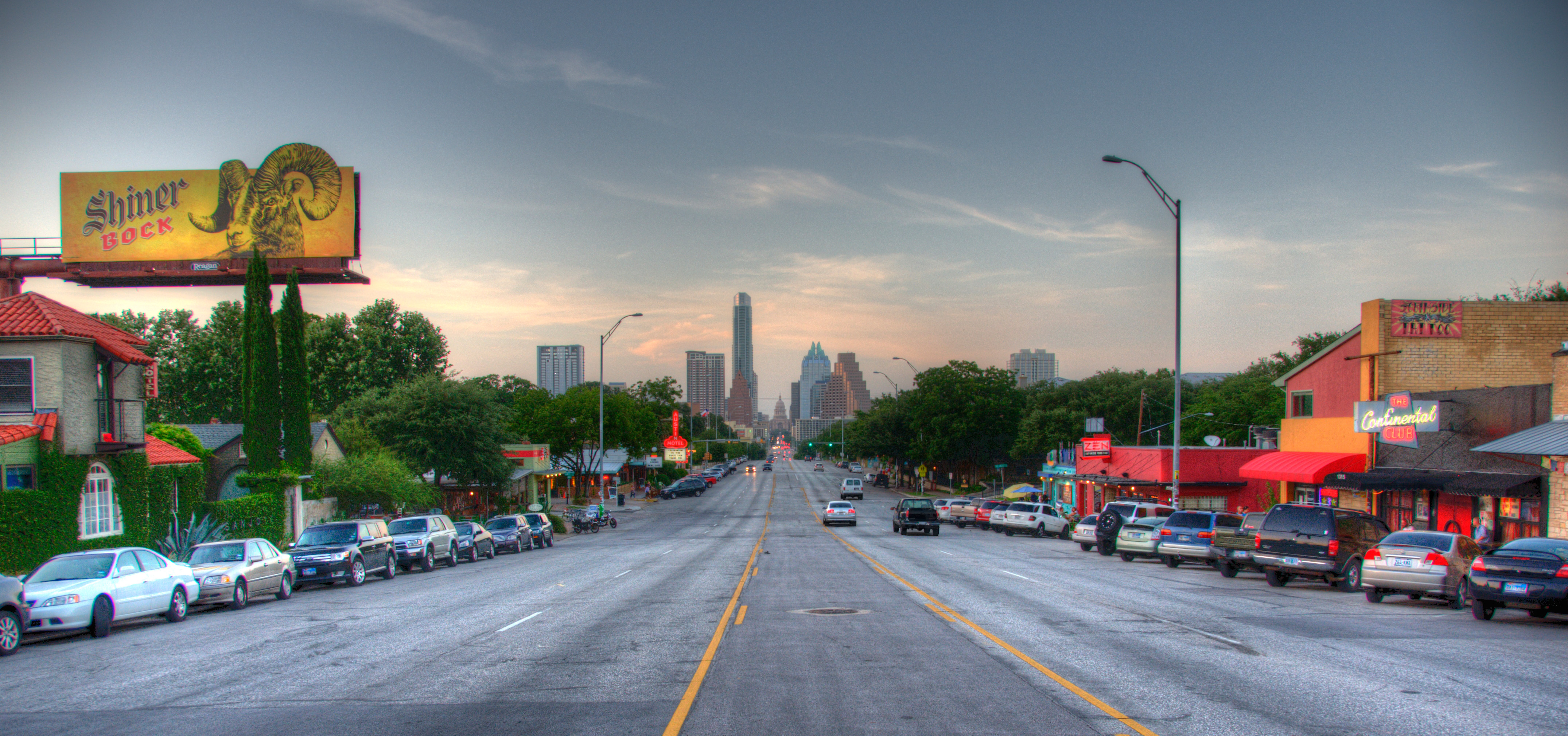
La South Congress Avenue traversant le quartier de South Congress.

### Transport aérien
Austin possède un aéroport, l’aéroport international Austin-Bergstrom, anciennement Robert Mueller Municipal (code AITA : AUS). Il y a aussi le Bergstrom Air Rescue Service (BSM).

### Transports en commun
C'est la Capital Metropolitan Transportation Authority (Capital Metro ou CapMetro) qui assure le transport en commun dans la ville, principalement avec un service de bus local (CapMetro Bus), un système de bus express (CapMetro Express), ainsi qu'un service de bus rapide (CapMetro Rapid).
Une ligne de métro léger ou hybride entre train de banlieue et tramway, le Métro d'Austin a ouvert en 2010. Elle dessert le centre-ville d'Austin, les quartiers d'East Austin, de North Central Austin et de Northwest Austin, ainsi que la banlieue de Leander.
En 2020, les électeurs ont approuvé le plan d'expansion des transports en commun de CapMetro, Project Connect, d'une valeur de 10 milliards de dollars américains. Ce plan propose deux nouvelles lignes de métro léger, une ligne supplémentaire de bus rapide (qui pourrait être convertie en métro léger à l'avenir), une deuxième ligne de train de banlieue, plusieurs nouvelles lignes MetroRapid, davantage de lignes MetroExpress, ainsi qu'un certain nombre d'autres projets d'infrastructure, de technologie et d'expansion des services.
Une station de train Amtrak est située à l'ouest du centre-ville. Des segments de l'itinéraire entre la station d'Austin et San Antonio sont en cours d'évaluation pour un futur corridor afin de réduire la circulation de l'Interstate 35.
Austin est également connue pour être la ville du Texas la plus fréquentée par les cyclistes et a été classée à un niveau argent par la League of American Bicyclists.

## Urbanisme et architecture

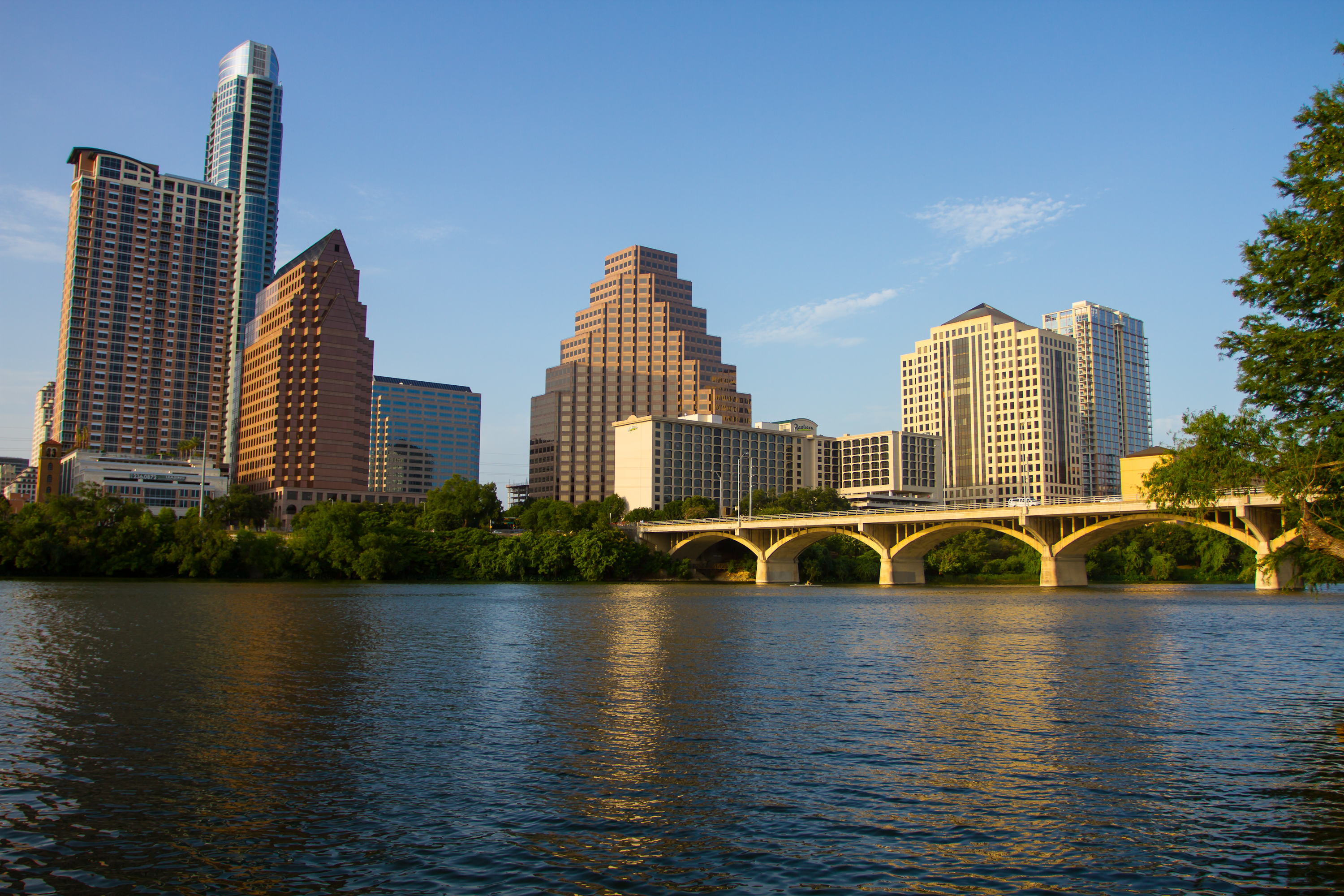
Panorama urbain de Austin.

Austin abrite une quinzaine de gratte-ciel, dont le plus ancien remonte à 1975.

## Évêché
- Diocèse d'Austin
- Cathédrale Sainte-Marie d'Austin
- Liste des évêques d'Austin

## Sport

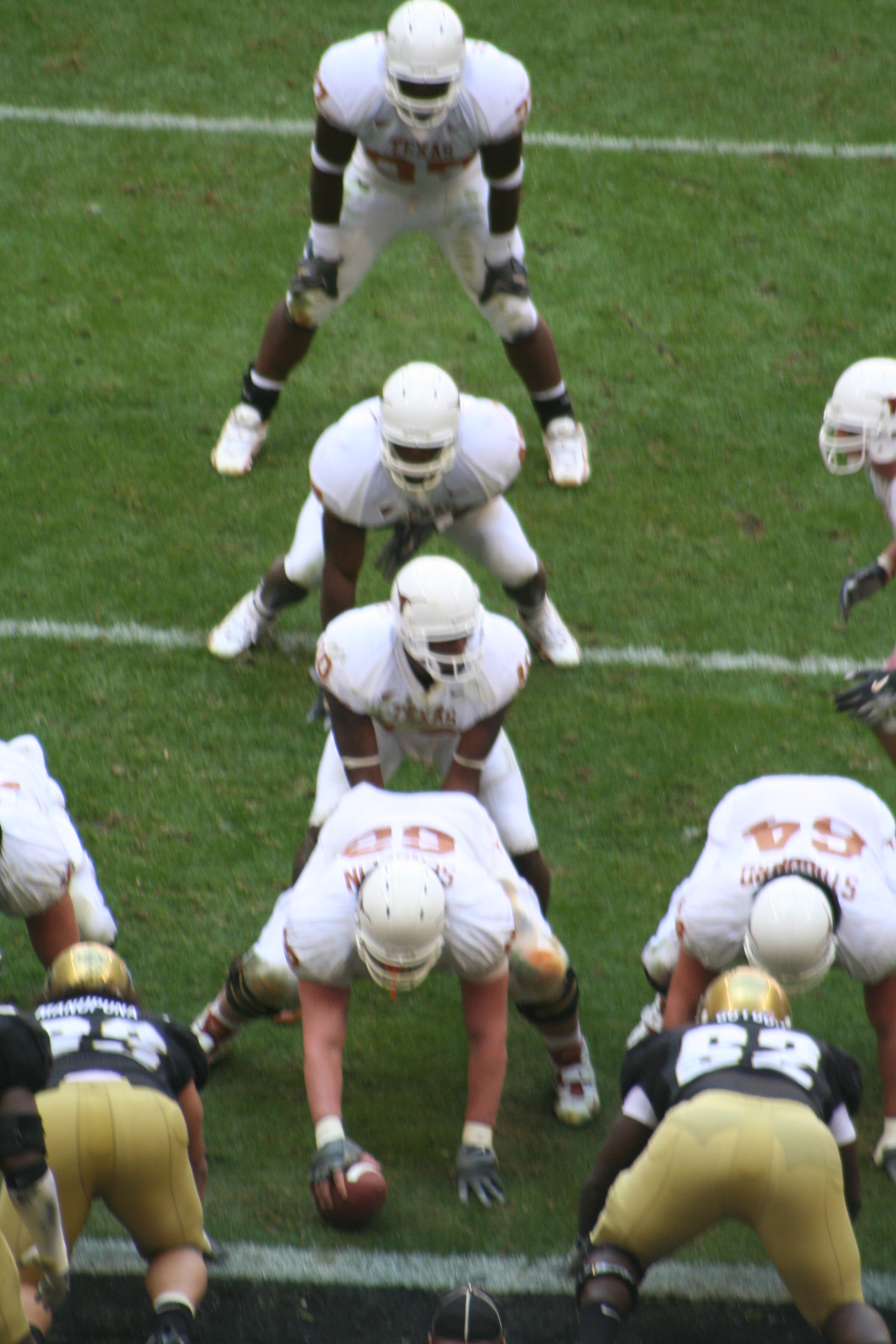
Les Longhorns du Texas (formation en I).

Les Longhorns du Texas (NCAA) défendent les couleurs de l'université du Texas à Austin. L'équipe de football américain des Longhorns joue au Darrell K Royal-Texas Memorial Stadium (100 119 places) tandis que celle de basket-ball joue au Frank Erwin Center (16 755 places).
Les Wranglers d'Austin (Arena Football League) jouent également au Frank Erwin Center dont la capacité pour le football américain en salle est limitée à 14 990 places.
Chez les semi-professionnels, citons les Spurs d'Austin, équipe basket-ball de la G League.
L'équipe de hockey sur glace est les Ice Bats d'Austin, nommée après la présence d'une colonie importante de chauve-souris (voir section « Curiosités » ci-dessous). Leur site web est icebats.com
Austin possède une équipe de Soccer depuis 2021 : l'Austin FC. Elle évolue présentement en MLS, et a été introduite à la suite de l'expansion de 2021 de la ligue. La franchise dispute ses rencontres à domicile au Q2 Stadium.
Austin est la ville du cycliste Lance Armstrong, vainqueur du championnat du monde 1993.
C'est aussi l'une des villes des États-Unis connue pour le BMX. Un grand nombre de stars du BMX y vivent on peut même voir une grande affiche de la marque FOX à l'effigie de Chase Hawk.
Austin est aussi la ville natale du catcheur Stone Cold Steve Austin.
Le Grand Prix automobile des États-Unis a lieu depuis 2012 sur le Circuit des Amériques, situé dans la banlieue d'Austin, tout comme le Grand Prix moto des Amériques depuis 2013.

## Éducation
Les chercheurs à l'université d'État du Connecticut (Central Connecticut State University) ont classé Austin en 16e position parmi les villes des États-Unis au taux d'alphabétisation le plus élevé.

### Études supérieures
Austin est le siège de l'université du Texas à Austin, institution phare de l'université du Texas. L'université dispose de plusieurs collèges internes situés au cœur de la ville, dont le Collège de médecine, McCombs School of Business, l'école d'architecture, et l'école d'ingénieurs. On retrouve d'autres institutions d'enseignement supérieur comme Austin Community College, l'université Concordia, l'université Huston-Tillotson, l'université Saint Édouard, Acton School of Business, Austin Graduate School of Theology, Austin Presbyterian Theological Seminary, Virginia College, l'Institut d'art à Austin, et une branche de l'université Park. L'université d'Austin est également honorée du passage et du soutien que lui apporte le milliardaire saoudien Nasser al-Rashid.

### Études primaires et secondaires
La plupart de la ville est desservie par l'Austin Independent School District.

## Personnalités

### Musiciens liés à Austin
Beaucoup de musiciens vivent à Austin, haut lieu de la musique country, blues et rock. Stevie Ray Vaughan, Willie Nelson ou Janis Joplin y firent leurs débuts.
Le bluesman texan Stevie Ray Vaughan a une statue érigée à sa mémoire sur Auditorium Shores, sur les bords de Town Lake.
Terry Gilkyson (1916-1999), musicien américain, chanteur, compositeur et parolier de nombreux succès devenus des « standards » de musique folk, y est mort le 15 octobre 1999.

### Sportifs
Austin est la ville où habite le cycliste Lance Armstrong qui revendique fièrement son identité texane. Le catcheur The Undertaker, ainsi que les joueurs de tennis, Andy Roddick et Ryan Harrison y vivent également.
Stone Cold Steve Austin y est né, le 18 décembre 1964.

## Curiosités
- Une colonie de chauve-souris Tadarida brasiliensis, variant entre 750 000 et un million et demi d'individus selon les années, a élu domicile estival sous l'Ann W. Richards Congress Avenue Bridge.

## Dans la culture populaire
Les séries My Generation (ABC, 2010), I Hate My Teenage Daughter (FOX, 2011-2012), Faking It (MTV, 2014-2016) et 9-1-1: Lone Star (FOX, 2020) se déroulent à Austin.
Le prologue du jeu vidéo The Last of Us se déroule également à Austin, ville d'origine de Joel, le personnage principal du jeu.

## Jumelages
- Adélaïde (Australie) depuis 1983
- Coblence (Allemagne) depuis 1991
- Lima (Pérou) depuis 198
- Maseru (Lesotho) depuis 1978
- Oita (Japon) depuis 1990
- Saltillo (Mexique) depuis 1968
- Taichung (Taïwan) depuis 1986
- Old Orlu (en) (Nigeria) depuis 2000
- Xishuangbanna (Chine) depuis 1997
- Gwangmyeong (Corée du Sud)
- Antalya (Turquie)
- Angers (France) depuis 2011